# Коронація слова — 2006

Логотип конкурсу

Церемонія нагородження відбулася 16 червня 2006 у Києві.

## Номінація «Роман»
Лауреати:
- перша премія — Андрій Кокотюха за роман «Темна вода»
- друга премія — Андрій Кокотюха за роман «Зоопарк або Діти до 16-ти»
- третя премія — Роман Костенко за роман «Міф»

Дипломанти:
1. Ігор Бузько, «Формула»
2. Олена Шапаренко, «Puzzle»
3. Марія Римар, "Білий слон"
4. Володимир Бедзира, «Дабл Ю або Двійник»
5. Валентина Михайленко, «На лезі радості»
6. Ярослава Литвин, «Ігри Sublime Ilusion»
7. Тимур Литовченко, «Помститися імператору»

## Номінація «Кіносценарій»
Лауреати:
- перша премія — Ігор Негреску за сценарій «Вечірняя»
- друга премія — Ігор Козир за сценарій «Не бийте свого президента»
- третя премія — Валентин Тарасов за сценарій «Бранець»

Дипломанти:
1. Богдан Теленько, «Віють вітри»
2. Любов та Ігор Липовські, «Стигмати»
3. Олег Білявський, «Ціна життя»
4. Володимир Петрище, «Театр тіней»
5. Василь Мельник, «Рудіший рудого»

## Номінація «П'єса»
Лауреати:
- перша премія — Сергій Кисельов і Андрію Рушковський за п'єсу «Єврейський годинник»
- друга премія — Лариса Діденко за п'єсу «Стежечка Святого Миколая»
- третя премія — Артем Вишневський за п'єсу «Про потяг, валізи, мотлох та дещо більше»

Дипломанти:
1. Марина Соколян, «Реторта»
2. Неда Неждана, «Коли повертається дощ»
3. Інна Волосевич, «Голубий дельтаплан»
4. Олександр Пальченко, «Педрада»
5. Олександр Бойцов, «Імперія обкрадених»